# Tegra K1
NVIDIA Tegra K1 (кодовое название — NVIDIA Logan) — пятое поколение системы на кристалле семейства NVIDIA Tegra, разработанного американской компанией NVIDIA для коммуникаторов, планшетов, смартбуков, игровых консолей и других устройств. Данный чип впервые в истории семейства использует не специальную микроархитектуру графического ускорителя для мобильных устройств, а микроархитектуру Kepler, которая начала применяться в видеокартах класса GeForce 600 и Tesla. Кроме того, компания впервые в семействе Tegra анонсировала переход на архитектуру ARMv8 в специальном варианте K1 с 2 ядрами NVIDIA Denver, хотя все предыдущие чипы Tegra использовали архитектуру ARMv7.

## Процессор
Компания анонсировала, что Tegra K1 будет выпущена в двух совместимых по выводам вариантах, использующих разные микроархитектуры процессоров:
- основной четырёхъядерный ARMv7-процессор Cortex-A15 на частоте 2.3 ГГц с теневым ядром-компаньоном Cortex-A15 на пониженной частоте.
- двухъядерный 64-битный ARMv8-совместимый процессор собственной реализации на частоте 2.5 ГГц.
- измеренная независимыми исследователями, общая потребляемая мощность cистемы может доходить до 8 Ватт[4].

### Микроархитектура Denver
Nvidia реализовала архитектуру ARMv8-A в собственном ядре с микроархитектурой Denver. В нём используется комбинация простого аппаратного декодера ARM-кода и технологии «Dynamic Code Optimization» программной рекомпиляции ARM-кода во внутреннюю систему команд. Denver представляет собой суперскалярную архитектуру с широким командным словом (VLIW) без возможностей по внеочередному исполнению команд (in-order).
Характеристики Denver из Tegra K1:
- Конвейеризованный процессор с одновременным запуском на исполнение до 7 команд
- 128 КБ L1 кэш инструкций и 64 КБ L1 кэш данных на ядро. 2 МБ общий L2 кэш[7]
- Denver резервирует 128 МБ оперативной памяти под кэш перекомпилированных инструкций. Этот объём скрыт от ОС.
- Работает на частотах до 2.5 ГГц[8]

Машинный код ARM транслируется в широкие инструкции либо упрощённым аппаратным декодером, либо (для часто исполняющегося кода) путём программной эмуляции (рекомпиляции) во внутренний VLIW-формат. При рекомпиляции инструкции ARM могут быть переупорядочены или даже удалены (если они не влияли на результат), также проводятся различные оптимизации кода. В целом технология рекомпиляции сходна с морфингом от Transmeta.
По сравнению с традиционными out-of-order процессорами, применение программной рекомпиляции позволило создать более энергоэффективный и компактный процессор, при этом увеличив возможности по оптимизации кода. Программный оптимизатор обрабатывает до сотен инструкций, производя раскрутку циклов, переименование регистров, удаление избыточного кода, и переупорядочивая код.

## Графический процессор
Обе редакции системы на чипе используют графический ускоритель, выполненный по микроархитектуре Kepler (GK20A) и обладающий 192 CUDA-ядрами в конфигурации 192:8:4 на частоте до 950 МГц и с производительностью 360 GFLOPS (FP32).

## Устройства, использующие Tegra K1

### Вариант с 4 ядрами ARM Cortex-A15 (ARMv7)
- NVIDIA Jetson TK1[11] — плата для разработчиков под управлением Ubuntu 13.04
- Lenovo ThinkVision[12] — настольный компьютер под управлением Android
- Xiaomi MiPad[13] — планшет под управлением Android
- Google Tango TDK[14] — планшет под управлением Android в рамках проекта Google Tango.
- NVIDIA Shield Tablet — планшет под управлением Android
- Acer Chromebook 13 CB5[15] — ноутбук под управлением Google Chrome OS
- JXD Singularity S192 — игровая консоль под управлением Android.
- Htc nexus 9 — планшет под управлением Android

### Вариант с 2 ядрами NVIDIA Denver (ARMv8)
- Google Project Tango Tablet[16][17]
- HTC Nexus 9[18] — планшет от HTC серии Google Nexus под управлением Android 7.1.1

## Поддержка операционных систем
Android 4.4.2 до 7.0